# Ferocactus viridescens
Ferocactus viridescens là một loài thực vật có hoa trong họ Cactaceae. Loài này được (Nutt. ex Torr. & A.Gray) Britton & Rose mô tả khoa học đầu tiên năm 1922.

## Hình ảnh

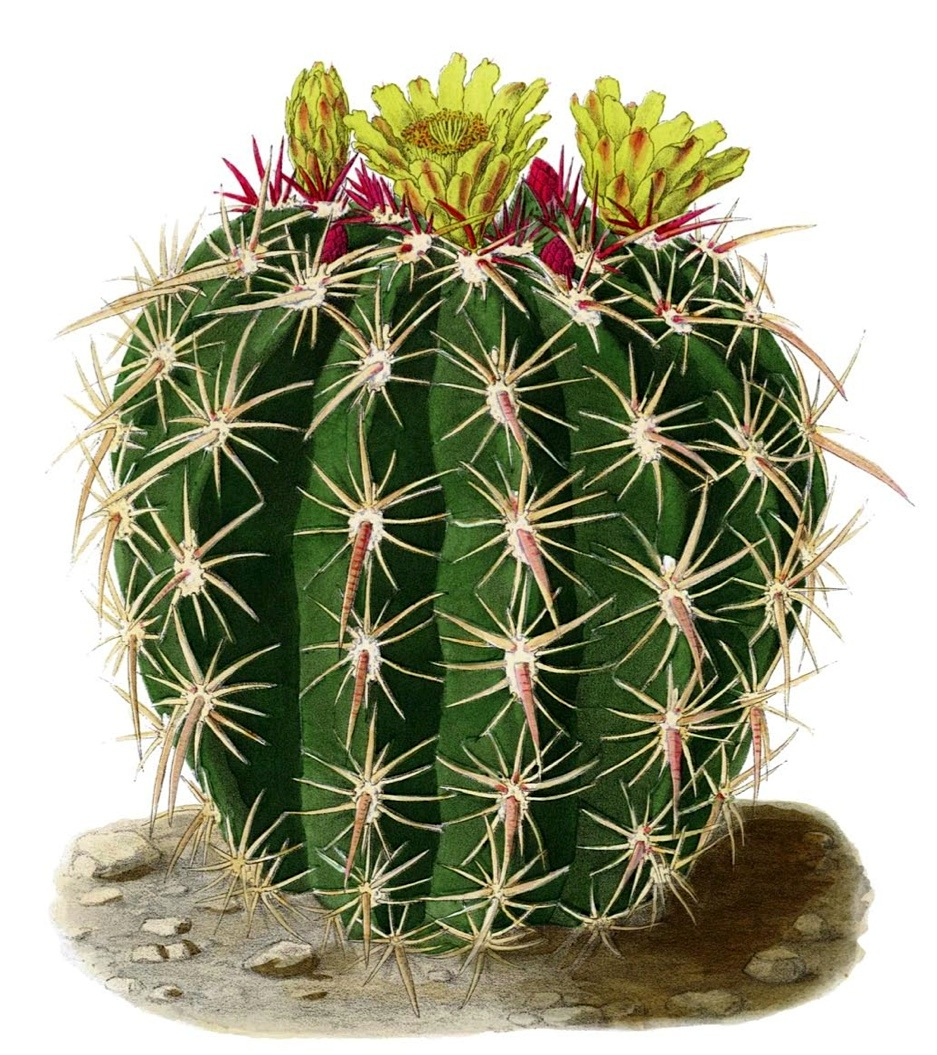
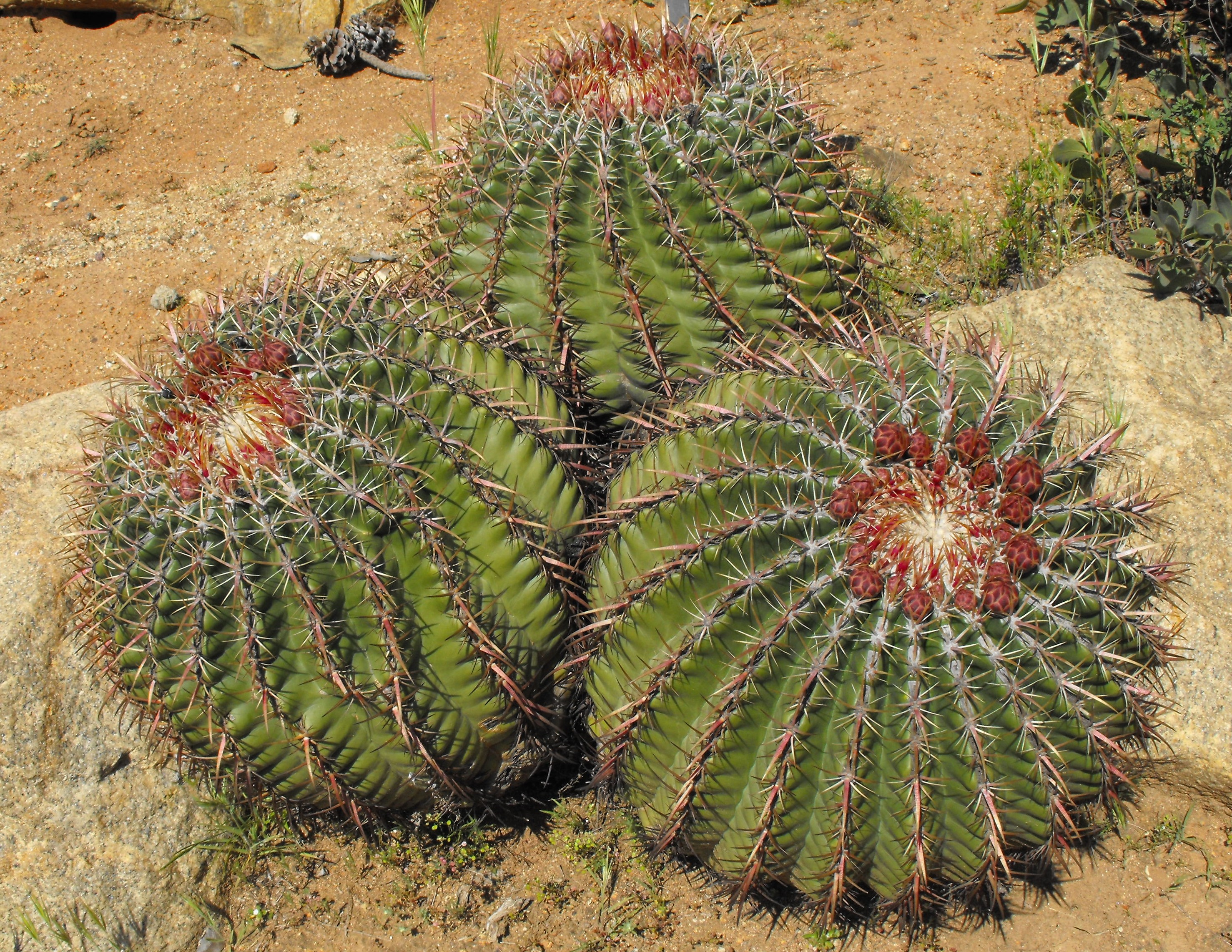
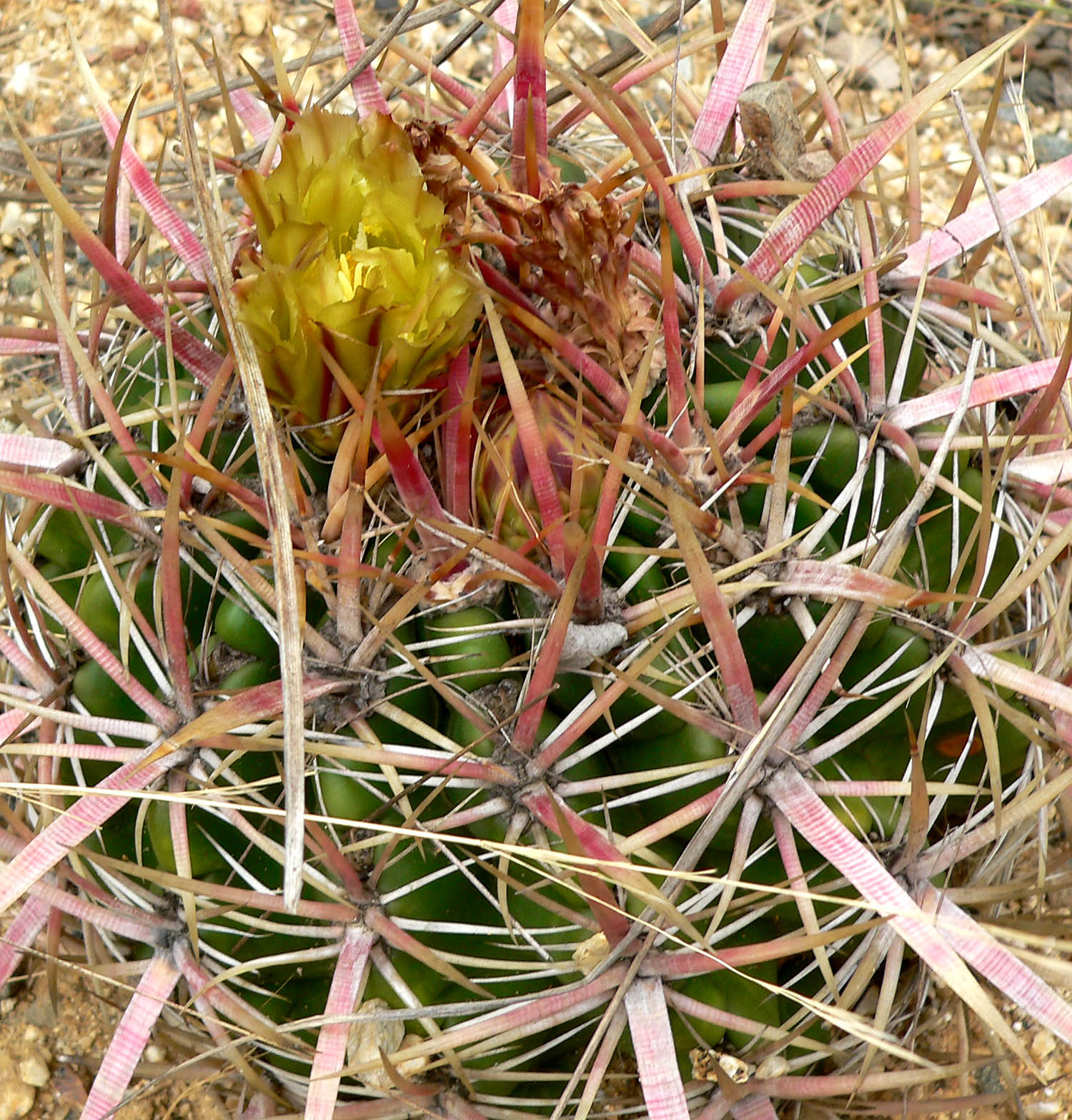
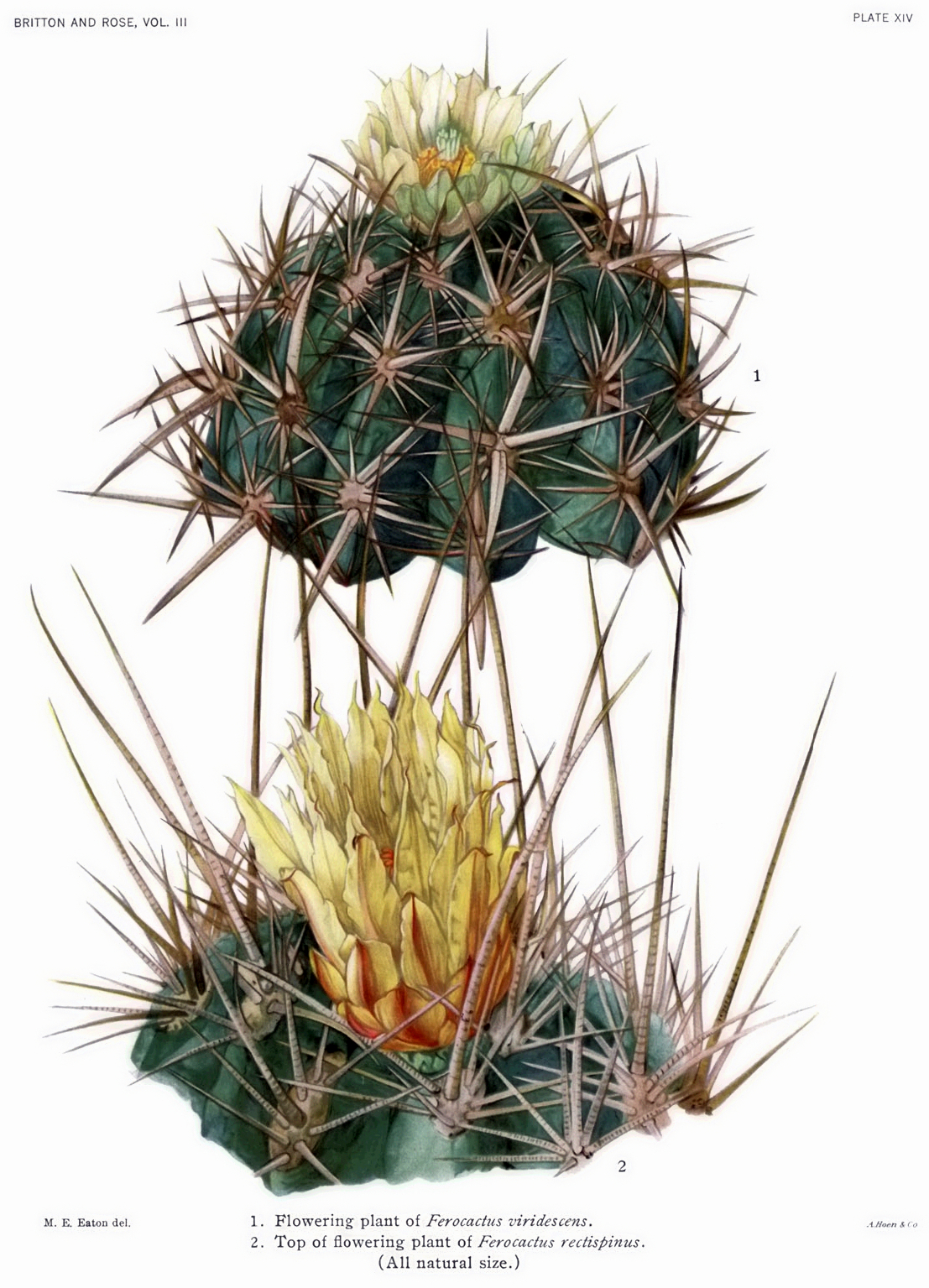